# Pristimantis fasciatus
Pristimantis fasciatus är en groddjursart som beskrevs av Barrio-Amorós, Rojas-Runjaic och Infante-Rivero 2008. Pristimantis fasciatus ingår i släktet Pristimantis och familjen Strabomantidae. IUCN kategoriserar arten globalt som starkt hotad. Inga underarter finns listade i Catalogue of Life.